# Mohamed Ibrahim Egal
Pour les articles homonymes, voir Egal.
Mohamed Ibrahim Egal (en somali : Maxamed Ibraahim Cigaal), né le 15 août 1928 à Oodweyne (Somalie britannique) et mort le 3 mai 2002 à Pretoria (Afrique du Sud), est un homme politique somalien. Il a été le deuxième président du Somaliland après Abdirahman Ahmed Ali Tuur.

## Biographie
Le 26 juin 1960 Egal est Premier ministre du nouvellement indépendant État du Somaliland (en), qui fusionne cinq jours plus tard avec l'ancien territoire somalien sous tutelle italienne pour former la République somalie le 1er juillet 1960.
Il est tour à tour ministre de la Défense de la Somalie (1960–1962), ministre de l'Éducation (1962–1963), Premier ministre (1967–1969) et ambassadeur en Inde (1976–1978), malgré deux emprisonnement sous la dictature de Siad Barre. 

### Premier ministre
En 1967, Abdirashid Ali Shermarke est élu Président et il nomme Egal comme Premier ministre.
Il occupe ce poste et se trouve à Washington quand Abdirashid Ali Shermarke est assassiné le 15 octobre 1969. Peu après, le nouvellement établi Conseil révolutionnaire suprême (CRS) dirigé par les militaires de Siad Barre, Mohamed Ainashe Gule (en), Salaad Gabeyre Kediye et le Chef de la Police Jama Korshel (en) prend le pouvoir.
Le CRS renomme le pays République démocratique somalie,, arrête les membres du gouvernement  civil déchu, bannit les partis politiques, dissout le parlement et la Cour Suprême, et suspend la constitution. Egal fait partie des politiciens détenus par le CRS en raison de son rôle dans le gouvernement. Il est finalement relâché et nommé ambassadeur en Inde (1976-1978) avant que le régime de Siad Barre ne l'emprisonne de nouveau sous l'accusation de conspiration jusqu'en 1985.

### Président du Somaliland
Egal a réussi à désarmer et à réhabiliter les groupes rebelles, à stabiliser la région nord-ouest et l'économie du Somaliland (en), à réussir à établir des échanges bilatéraux avec les pays étrangers, à introduire une nouvelle monnaie pour le Somaliland le shilling du Somaliland, ainsi que le passeport du Somaliland et le drapeau national du Somaliland et à créer la force armée et policière (en) la plus performante et la plus puissante de Somalie.
Tout au long de son mandat en tant que président de la république du Somaliland, le dévouement d'Egal à la cause sécessionniste a été mis en doute et contesté par les extrémistes, en particulier au sein du Mouvement national somalien (SNM), qui pensaient qu'il espérait toujours finalement se réconcilier avec les autres acteurs politiques du reste de la Somalie. En août 2001, Egal a survécu au vote d'une motion de censure déposée par plusieurs députés régionaux l'accusant de poursuivre sans enthousiasme l'indépendantisme. Dans une interview accordée à IRIN la même année, le chef du SNM, Abdirahman Awale, a également déclaré à propos d'Egal que « quand il dit qu'il est pour l'indépendance, c'est uniquement pour la consommation locale. Il dit une chose aux gens d'ici, mais dans ses discours ailleurs, il a clairement a déclaré que la Somalie s'unirait un jour. Il dit que nous parlerons aux sudistes lorsqu'ils nettoieront leur maison et négocieront avec eux. Il dit une chose au public et une chose différente à la communauté internationale ». 
Egal est décédé le 3 mai 2002 à Pretoria, en Afrique du Sud, alors qu'il subissait une intervention chirurgicale dans un hôpital militaire. Son corps a été restitué au Somaliland pour des funérailles d'État, après quoi ses trois fils l'ont déposé pour qu'il se repose à côté de son père, conformément à ses dernières volontés. Quelque 4 000 personnes en deuil auraient assisté à son inhumation à Berbera et le parlement régional a déclaré sept jours de deuil. Cependant, les drapeaux du Somaliland n'étaient pas en berne, car l'attestation (chahada) de foi musulmane figure sur ces derniers. Le lendemain, Dahir Riyale Kahin prête serment en tant que nouveau président.

## Fonction
Il a occupé les postes suivants : 
- Premier ministre de l'État du Somaliland (en) en 1960 ;
- Premier ministre de la République somalie en 1960, puis de 1967 à 1969 ;
- Ministre de la Défense de la République somalie de 1960 à 1962 ;
- Ministre de l'Éducation de la République somalie de 1962 à 1963 ;
- Ministre des Affaires étrangères de la République somalie de 1967 à 1969 ;
- Ambassadeur de la République démocratique somalie en Inde de 1976 à 1978 ;
- Président de la république du Somaliland de 1993 à 2002.